# Elyra stigmatalis
Elyra stigmatalis är en fjärilsart som beskrevs av Moore 1867. Elyra stigmatalis ingår i släktet Elyra och familjen nattflyn. Inga underarter finns listade i Catalogue of Life.